# Сурайкин, Максим Александрович
Макси́м Алекса́ндрович Сура́йкин (род. 8 августа 1978, Москва) — российский политик. Депутат и заместитель председателя Законодательного собрания Ульяновской области с 19 сентября 2018 года. Председатель Центрального комитета «Коммунистической партии Коммунисты России» с 2012 по 2022 год. Занял седьмое место на президентских выборах 2018 года, набрав 499 306 (0,68 %) голосов. Кандидат исторических наук (2003).

## Биография
Родился 8 августа 1978 года в Москве. В 1995 году окончил среднюю школу № 204 г. Москвы и поступил в Московский государственный университет путей сообщения (МИИТ) в Институт управления и информационных технологий. В 2000 году окончил кафедру логистики, грузовой и коммерческой работы МИИТ. По окончании университета десять лет возглавлял предприятие по ремонту компьютерной техники, одновременно работал преподавателем кафедры менеджмента МИИТ.
В 2003 году окончил аспирантуру факультета государственного управления МГУ имени М. В. Ломоносова, там же под научным руководством доктора исторических наук, профессора А. В. Квакина защитил диссертацию на соискание учёной степени кандидата исторических наук по теме «Молодёжные движения и организации Российского Зарубежья в 1920-е—1930-е годы» (специальность 07.00.02 — Отечественная история). Официальные оппоненты — доктор исторических наук Ю. Н. Емельянов и кандидат исторических наук А. В. Александров. Ведущая организация — Московский гуманитарный университет. В 2016 году экспертиза, проведённая сообществом «Диссернет», показала, что «почти вся» диссертация Сурайкина состоит из «некорректных заимствований» из диссертации Е. С. Постникова «Российское студенчество на Родине и за рубежом, 1917—1927 гг.», защищённой в 2000 году.
В 1996—2004 годах состоял в КПРФ, работал секретарём Кировского райкома КПРФ Москвы, избирался членом Московского горкома КПРФ, был кандидатом в члены ЦК КПРФ, делегатом IX съезда КПРФ. Состоял в руководстве молодёжной секции КПРФ Москвы.
В 1997—1999 годах был советником районного собрания Тверского района Москвы, работал в комиссии по делам несовершеннолетних.
В июне 2002 года был избран секретарём ЦК СКМ РФ по организационной и кадровой работе.
В 1998—2004 годах был председателем основанной им молодёжной секции общероссийской общественной организации «Российские учёные социалистической ориентации».
В 2009 году возглавил общественную организацию «Коммунисты России», которая вскоре была преобразована в партию. В 2013 году пытался принять участие в выборах мэра Москвы, но получил отказ в регистрации из-за несвоевременной подачи документов.
В сентябре 2014 года участвовал в выборах губернатора Нижегородской области и занял четвёртое место, набрав 2,15 % голосов избирателей.
В сентябре 2016 года принимал участие в выборах губернатора Ульяновской области и занял шестое место с 2,44 % голосов избирателей.
В 2014 году поддержал аннексию Крыма Россией.
28 мая 2017 года пленум ЦК партии «Коммунисты России» выдвинул Сурайкина кандидатом для участия в предстоящих президентских выборах.
24 декабря 2017 года Сурайкин подал в ЦИК России документы для выдвижения на президентских выборах от возглавляемой им партии.
Был зарегистрирован кандидатом на должность Президента Российской Федерации 8 февраля 2018 года. Предвыборная программа Сурайкина велась под названием «Десять сталинских ударов по капитализму».
9 сентября 2018 года избран депутатом Законодательного собрания Ульяновской области шестого созыва по областному избирательному округу от Коммунистической партии «Коммунисты России». 19 сентября 2018 года избран заместителем председателя Законодательного собрания. Вошёл в состав комитета по бюджету и экономической политике, а также в состав комитета по социальной политике, местному самоуправлению и развитию гражданского общества.
18 марта 2022 года состоялся внеочередной съезд партии «Коммунисты России», на котором Сурайкин был отстранён с поста председателя ЦК КПКР и исключён из партии «за связи с „недружественными странами“, финансовые махинации и „буржуазный образ жизни“». Смена руководителя партии была подтверждена Минюстом.
23 марта 2022 года написал заявление о сложении с себя полномочий вице-спикера заксобрания Ульяновской области.
14 мая 2023 года на внеочередном партийном съезде в Москве вновь был избран лидером «Коммунистов России» (единогласное решение 57 делегатов), однако вскоре партия направила в Министерство юстиции РФ уведомление о незаконном характере съезда и выразила готовность обратиться в правоохранительные органы по поводу незаконного использования её атрибутики.

## Семья
Мать — Сурайкина Лариса Васильевна, пенсионерка.
Женат. 12 сентября 2020 года родилась дочь Ульяна.